# Belvallette Frères

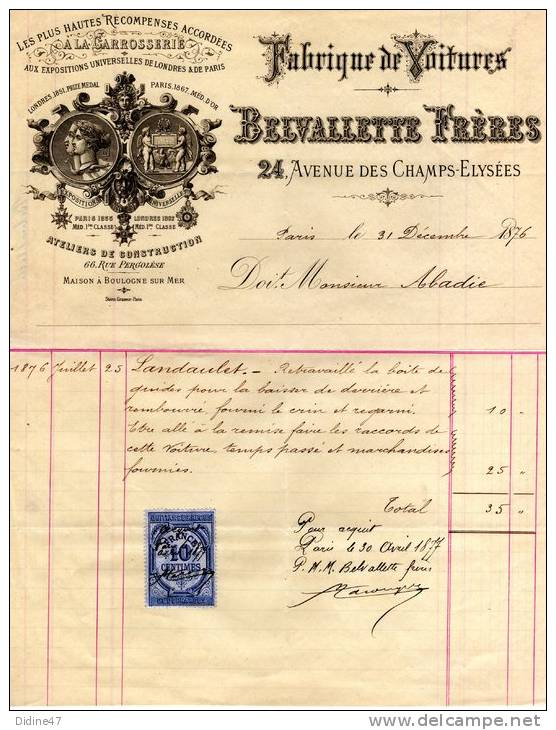
Vertrag über ein Landaulet, 1876/77

Belvallette Frères, oft auch „Belvalette Frères“ geschrieben, war ein französisches Unternehmen, das Kutschen und andere Fahrzeuge herstellte. 

## Geschichte
Das Unternehmen der Familie Belvallette wurde von Jacques Belvallette (1785–1855) bereits 1804 in Boulogne-sur-Mer auf dem Anwesen 139 rue Royale gegründet. Neben dem Kutschenbau bot es auch Reparaturen an, unter anderem für Postkutschen. Damals waren die beiden Söhne des Gründers, Jacques und Norbert, die später als Belvallette Frères firmieren sollten, noch nicht geboren. 
Nachdem sie ihre Ausbildung in England absolviert hatten, übernahmen sie 1840 das Unternehmen und etablierten es 1850 auch in Paris. Neben einem Geschäft an den Champs-Élysées in der Hausnummer 24 hatten sie eine Werkstatt in der rue Bayard; 1856 zogen sie in ein größeres Objekt an der Avenue de l’Impératrice um und schließlich in die rue Duret, Hausnummer 21. Einer der Brüder leitete das Werk in Boulogne, der andere das in Paris.
Die Brüder Belvallette stellten ihre Produkte unter anderem 1867 auf der Weltausstellung in Paris aus, wo sie eine Goldmedaille erhielten. Schon vorher hatten sie sie in London präsentiert und mehrere Auszeichnungen erhalten. Sie erfanden auch mehrere Neuerungen, die die Fahrzeuge leichter und praktischer machten, unter anderem einen direkt am Wagenkasten befestigten Reibnagel und einen einklappbaren Türgriff.

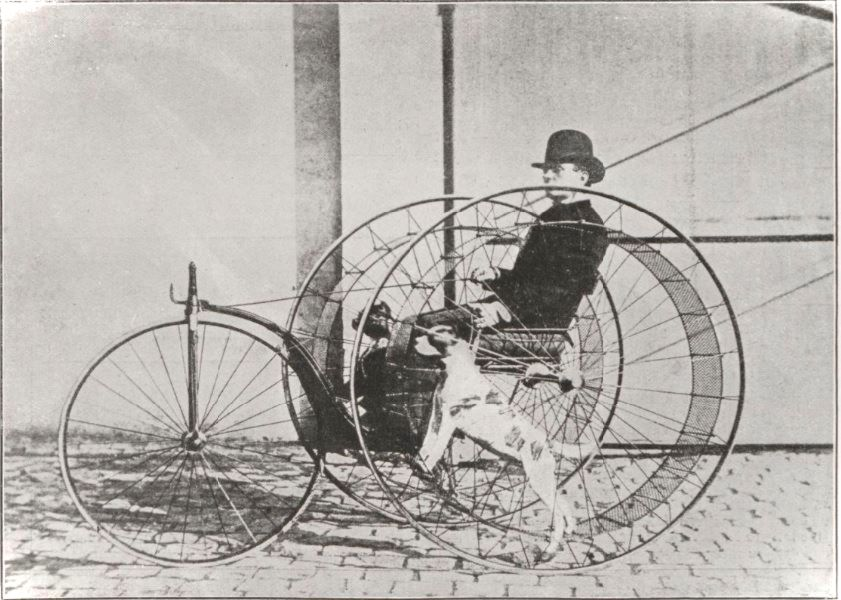
Der sogenannte Cynophore

Andere Erfindungen gehörten eher in die Rubrik Kuriosa, so etwa der Cynophore von Alfred Norbert Jacques Belvallette, ein dreirädriges Fahrzeug, das von Hunden in Laufrädern angetrieben wurde.
Das Unternehmen fiel der Weltwirtschaftskrise von 1929 zum Opfer und wurde 1933 von Jean Belvallette geschlossen.

## Fahrzeuge
Etliche Fahrzeuge von Belvallette sind erhalten geblieben oder zumindest dokumentiert.
Aus der Zeit um 1880 stammt z. B. ein Break von Belvallette Frères im Musée des Equipages im Schloss Vaux-le-Vicomte.
Belvallette Frères lieferte unter anderem die Karosserie für eines der ersten Automobile von Panhard & Levassor. Das 1891 gebaute Fahrzeug war mit einem Zweizylindermotor von Daimler ausgestattet; es wurde möglicherweise von Hippolyte Panhard selbst gefahren.
Die Bibliothèque nationale de France besitzt ein Album mit 110 Bildern von Fahrzeugen der Belvallette Frères aus der Sammlung Georges Sirot, mehrheitlich Albuminabzüge. Die Kutschen werden hier meist unbespannt präsentiert. 

## Bilder aus der Sammlung Georges Sirot

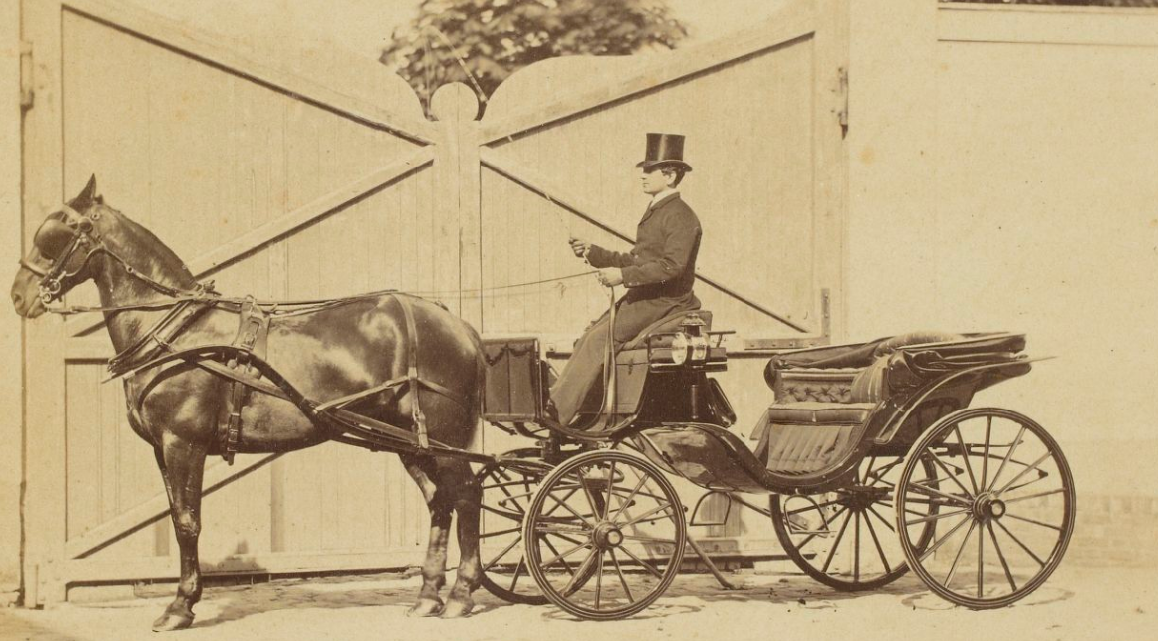
Eine der selteneren Aufnahmen mit Pferd und Kutscher
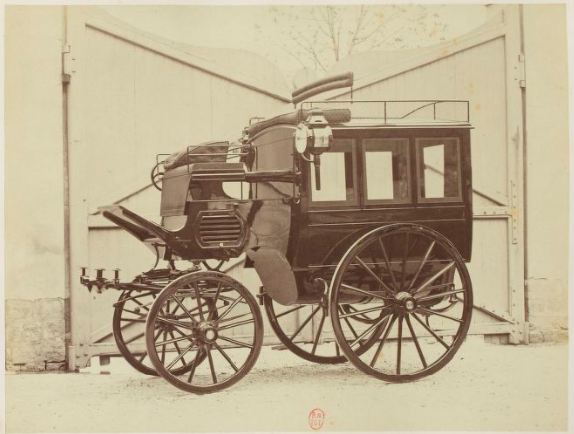
Ein Wagen am bevorzugten Fotostandort
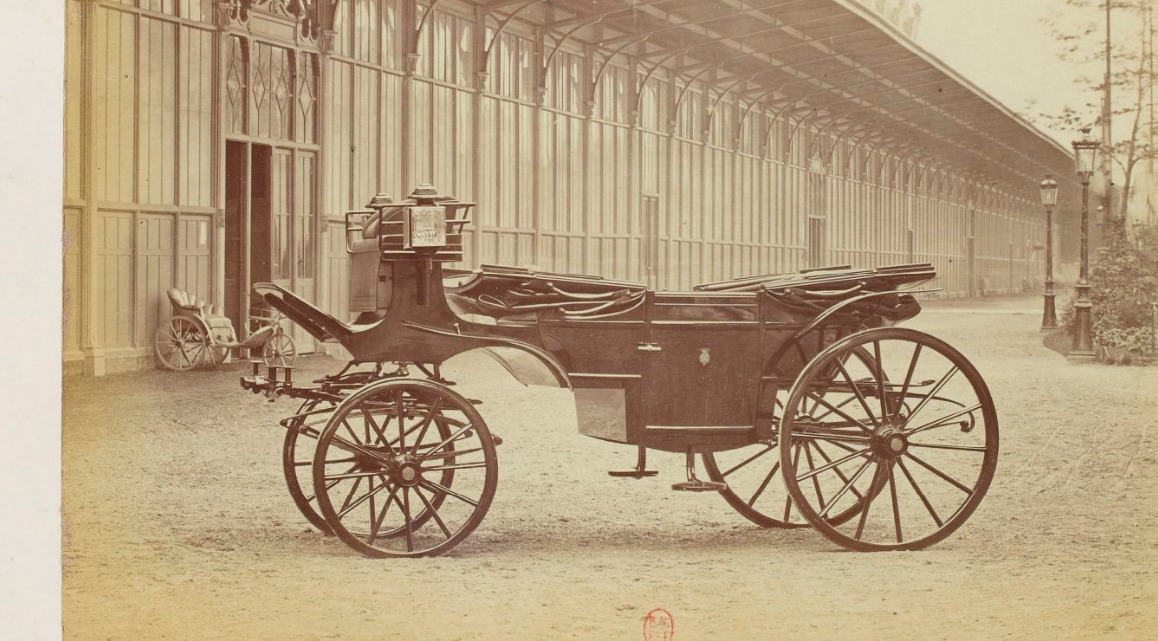
Im Hintergrund ist wahrscheinlich die Produktionshalle zu sehen.
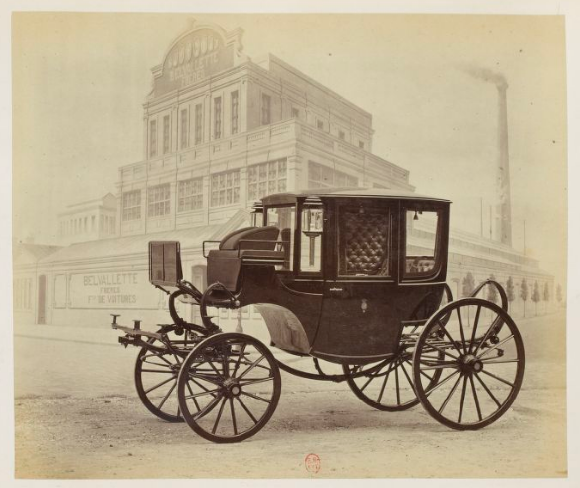
Im Hintergrund eines der Firmengebäude mit Namensaufschrift